# Giovanni Battista Pallavicino
Giovanni Battista Pallavicino (Gênova, 1480 - Roma, 13 de agosto de 1524) foi um cardeal do século XVII.

## Biografia
Nasceu em Gênova em 1480. De família patrícia. Filho de Cipriano Pallavicino e Bianca Gattilusi, principais expoentes do patriciado da cidade. Sobrinho do Cardeal Antonio Gentile Pallavicino (1489).
Educado sob a direção de seu tio, o cardeal. Estudou direito e letras. Mais tarde estudou na Universidade de Bolonha; e obteve na Universidade de Pádua, em 1502, o grau de doutor em utroque iure , tanto em direito canônico como em direito civil, como aluno de Filippo Decio.
Em 1497, foi cônego da catedral de Albenga e comensal do Papa Alexandre VI. Decano do Capítulo da Sé de Orense; renunciou e retornou posteriormente em 19 de março de 1513. Adquiriu, provavelmente em 1504, a importante função de protonotário apostólico. Por volta de 1506 mudou-se para Roma, onde abriu as portas do seu palácio no Campo Marzio a um grande grupo de clérigos, notários e estudiosos da educação humanística. Nesta altura recebeu do seu tio a comenda perpétua do mosteiro de S. Antonio di Pré, Génova, e tornou-se reitor do capítulo da catedral de Orense, da qual o seu tio era titular. Abade comendador do mosteiro de S. Maria di Marola e do mosteiro agostiniano de SS. Trinità di Campagnola, 4 de setembro de 1507. Abadecomendador do mosteiro de Rigpalta, diocese de Turim, 10 de setembro de 1507.
Eleito bispo de Cavaillon, França, em 22 de novembro de 1507, ocupou a sé até sua morte. Consagrado (nenhuma informação encontrada). Escritor das cartas apostólicas, 1511. Participou do Quinto Concílio de Latrão em 1512. Abreviator primae visionis, 1513. Cânon do capítulo da catedral e prebendário de Como, 17 de março de 1514.
Criado cardeal sacerdote no consistório de 1º de julho de 1517; recebeu o chapéu vermelho e o título de S. Apolinário, 6 de julho de 1517. Participou do conclave de 1521-1522, que elegeu o Papa Adriano VI. Nomeado abade comendador de S. Michele di Clusa pelo Papa Adriano VI. Participou do conclave de 1523, que elegeu o Papa Clemente VII. Ele preparou seu testamento em 22 de julho de 1524.
Morreu em Roma em 13 de agosto de 1524. Sepultado na igreja de S. Maria del Popolo, Roma